# Campeonato Mundial de Atletismo de 2022 - 400 m feminino

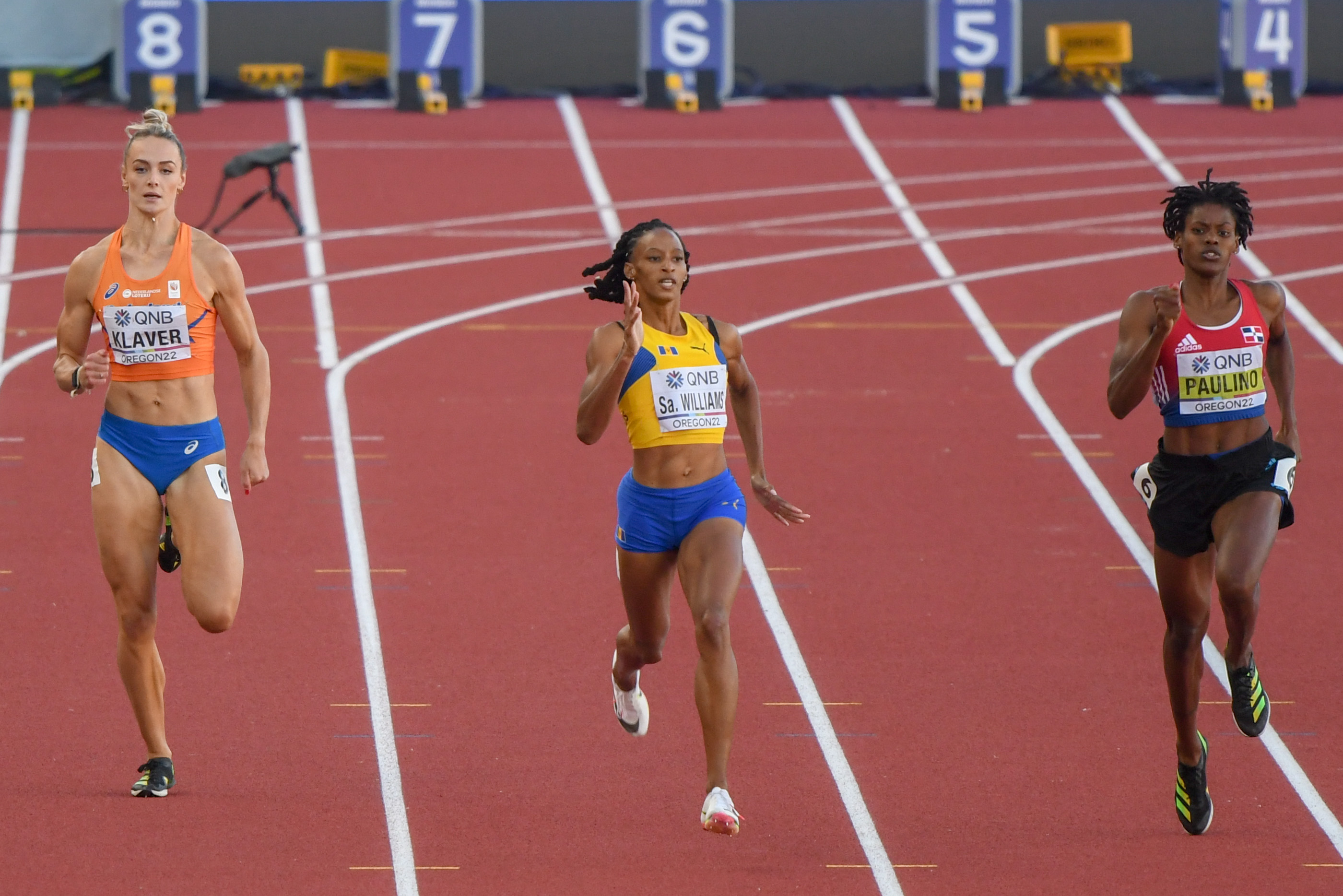
Campeonato Mundial de Atletismo de 2022, dia 8, 400 m final feminino: Lieke Klaver, Sada Williams e Marileidy Paulino.

A competição dos 400 metros feminino no Campeonato Mundial de Atletismo de 2022 foi realizada no estádio Hayward Field, em Eugene, nos Estados Unidos, entre os dias 17 a 22 de julho de 2022.

## Recordes
Antes da competição, os recordes eram os seguintes:
| Recorde mundial                               | Marita Koch (GDR)           | 47.60 | Camberra, Austrália     | 6 de outubro de 1985 |
| Recorde do campeonato                         | Jarmila Kratochvílová (TCH) | 47.99 | Helsínquia, Finlândia   | 10 de agosto de 1983 |
| Melhor marca do ano                           | Marileidy Paulino (DOM)     | 49.49 | La Nucia, Espanha       | 21 de maio de 2022   |
| Recorde da África                             | Falilat Ogunkoya (NGR)      | 49.10 | Atlanta, Estados Unidos | 29 de julho de 1996  |
| Recorde da Ásia                               | Salwa Eid Naser (BHR)       | 48.14 | Doha, Catar             | 3 de outubro de 2019 |
| Recorde da América do Norte, Central e Caribe | Shaunae Miller-Uibo (BAH)   | 48.36 | Tóquio, Japão           | 6 de agosto de 2021  |
| Recorde da América do Sul                     | Ximena Restrepo (COL)       | 49.64 | Barcelona, Espanha      | 5 de agosto de 1992  |
| Recorde da Europa                             | Marita Koch (GDR)           | 47.60 | Camberra, Austrália     | 6 de outubro de 1985 |
| Recorde da Oceania                            | Cathy Freeman (AUS)         | 48.63 | Atlanta, Estados Unidos | 29 de julho de 1996  |

## Medalhistas
| Ouro                      | Prata                   | Bronze              |
| Shaunae Miller-Uibo (BAH) | Marileidy Paulino (DOM) | Sada Williams (BAR) |

## Tempo de qualificação
| Tempo de qualificação. |
| ---------------------- |
| 51.35                  |

## Calendário
| Data        | Horário | Fase          |
| ----------- | ------- | ------------- |
| 17 de julho | 12:00   | Eliminatórias |
| 20 de julho | 18:45   | Semifinais    |
| 22 de julho | 19:15   | Final         |

Todos os horários estão no horário local (UTC-7)

## Resultados

### Eliminatórias
Qualificação: Os três primeiros de cada bateria (Q) e os seis melhores tempos (q) das eliminatórias. 

| Pos. | Bateria | Atleta                    | Nacionalidade        | Tempo | Notas |
| ---- | ------- | ------------------------- | -------------------- | ----- | ----- |
| 1    | 2       | Stephenie Ann McPherson   | Jamaica              | 50.15 | Q,    |
| 2    | 2       | Natalia Kaczmarek         | Polónia              | 50.21 | Q     |
| 3    | 2       | Lieke Klaver              | Países Baixos        | 50.24 | Q,    |
| 4    | 6       | Anna Kiełbasińska         | Polónia              | 50.63 | Q     |
| 5    | 4       | Marileidy Paulino         | República Dominicana | 50.76 | Q     |
| 6    | 6       | Candice McLeod            | Jamaica              | 50.78 | Q     |
| 7    | 3       | Sada Williams             | Barbados             | 51.05 | Q     |
| 8    | 6       | Victoria Ohuruogu         | Grã-Bretanha         | 51.07 | Q     |
| 9    | 1       | Shaunae Miller-Uibo       | Bahamas              | 51.10 | Q     |
| 10   | 2       | Nicole Yeargin            | Grã-Bretanha         | 51.17 | q,    |
| 11   | 5       | Fiordaliza Cofil          | República Dominicana | 51.19 | Q     |
| 12   | 3       | Modesta Justė Morauskaitė | Lituânia             | 51.27 | Q     |
| 13   | 3       | Ama Pipi                  | Grã-Bretanha         | 51.32 | Q     |
| 14   | 5       | Talitha Diggs             | Estados Unidos       | 51.54 | Q     |
| 15   | 2       | Cátia Azevedo             | Portugal             | 51.55 | q     |
| 16   | 6       | Lada Vondrová             | Chéquia              | 51.55 | q     |
| 17   | 4       | Rhasidat Adeleke          | Irlanda              | 51.59 | Q     |
| 18   | 4       | Lynna Irby                | Estados Unidos       | 51.78 | Q     |
| 19   | 3       | Charokee Young            | Jamaica              | 51.84 | q     |
| 20   | 5       | Roxana Gómez              | Cuba                 | 51.85 | Q     |
| 21   | 1       | Aliyah Abrams             | Guiana               | 51.98 | Q     |
| 22   | 1       | Gabby Scott               | Porto Rico           | 52.05 | Q     |
| 23   | 2       | Tábata de Carvalho        | Brasil               | 52.17 | q     |
| 24   | 1       | Susanne Walli             | Áustria              | 52.18 | q     |
| 25   | 4       | Gunta Vaičule             | Letônia              | 52.21 |       |
| 26   | 3       | Sophie Becker             | Irlanda              | 52.24 |       |
| 27   | 1       | Paola Morán               | México               | 52.28 |       |
| 28   | 6       | Natassha McDonald         | Canadá               | 52.41 |       |
| 29   | 4       | Lauren Gale               | Canadá               | 52.46 |       |
| 30   | 1       | Kendall Ellis             | Estados Unidos       | 52.55 |       |
| 31   | 3       | Camille Laus              | Bélgica              | 52.56 |       |
| 32   | 3       | Eveline Saalberg          | Países Baixos        | 52.59 |       |
| 33   | 4       | Anita Horvat              | Eslovênia            | 52.67 |       |
| 34   | 5       | Alice Mangione            | Itália               | 52.72 |       |
| 35   | 6       | Tiffani Marinho           | Brasil               | 52.80 |       |
| 36   | 4       | Imaobong Nse Uko          | Nigéria              | 52.80 |       |
| 37   | 2       | Niddy Mingilishi          | Zâmbia               | 52.84 |       |
| 38   | 5       | Silke Lemmens             | Suíça                | 52.86 |       |
| 39   | 5       | Aiyanna Stiverne          | Canadá               | 53.07 |       |
| 40   | 5       | Naomi Van Den Broeck      | Bélgica              | 53.16 |       |
| 41   | 1       | Miranda Charlene Coetzee  | África do Sul        | 53.30 |       |
| 42   | 6       | Shereen Vallabouy         | Malásia              | 53.57 |       |
| 43   | 6       | Rosie Elliott             | Nova Zelândia        | 54.92 |       |

### Semifinais
Qualificação: Os dois primeiros de cada bateria (Q) e os dois melhores tempos (q) das semifinais.
| Pos. | Bateria | Atleta                    | Nacionalidade        | Tempo | Notas           |
| ---- | ------- | ------------------------- | -------------------- | ----- | --------------- |
| 1    | 1       | Shaunae Miller-Uibo       | Bahamas              | 49.55 | Q,              |
| 2    | 3       | Marileidy Paulino         | República Dominicana | 49.98 | Q               |
| 3    | 1       | Candice McLeod            | Jamaica              | 50.05 | Q,              |
| 4    | 3       | Sada Williams             | Barbados             | 50.12 | Q,              |
| 5    | 2       | Fiordaliza Cofil          | República Dominicana | 50.14 | Q,              |
| 6    | 2       | Lieke Klaver              | Países Baixos        | 50.18 | Q,              |
| 7    | 2       | Stephenie Ann McPherson   | Jamaica              | 50.56 | q               |
| 8    | 1       | Anna Kiełbasińska         | Polónia              | 50.65 | q               |
| 9    | 1       | Rhasidat Adeleke          | Irlanda              | 50.81 |                 |
| 10   | 3       | Talitha Diggs             | Estados Unidos       | 50.84 |                 |
| 11   | 1       | Victoria Ohuruogu         | Grã-Bretanha         | 50.99 | Recorde pessoal |
| 12   | 1       | Lynna Irby                | Estados Unidos       | 51.00 |                 |
| 13   | 3       | Roxana Gómez              | Cuba                 | 51.12 |                 |
| 14   | 2       | Nicole Yeargin            | Grã-Bretanha         | 51.22 |                 |
| 15   | 2       | Natalia Kaczmarek         | Polónia              | 51.34 |                 |
| 16   | 3       | Charokee Young            | Jamaica              | 51.41 |                 |
| 17   | 3       | Lada Vondrová             | Chéquia              | 51.47 |                 |
| 18   | 2       | Aliyah Abrams             | Guiana               | 51.79 |                 |
| 19   | 1       | Cátia Azevedo             | Portugal             | 51.79 |                 |
| 20   | 2       | Gabby Scott               | Porto Rico           | 51.97 |                 |
| 21   | 3       | Modesta Justė Morauskaitė | Lituânia             | 52.19 |                 |
| 22   | 3       | Ama Pipi                  | Grã-Bretanha         | 52.28 |                 |
| 23   | 2       | Susanne Walli             | Áustria              | 52.37 |                 |
| 24   | 1       | Tábata de Carvalho        | Brasil               | 52.42 |                 |

### Final
A final ocorreu dia 22 de julho às 19:15.
| Pos.              | Atleta                  | Nacionalidade        | Tempo | Notas               |
| ----------------- | ----------------------- | -------------------- | ----- | ------------------- |
| Medalha de ouro   | Shaunae Miller-Uibo     | Bahamas              | 49.11 | Melhor marca do ano |
| Medalha de prata  | Marileidy Paulino       | República Dominicana | 49.60 |                     |
| Medalha de bronze | Sada Williams           | Barbados             | 49.75 | Recorde nacional    |
| 4                 | Lieke Klaver            | Países Baixos        | 50.33 |                     |
| 5                 | Stephenie Ann McPherson | Jamaica              | 50.36 |                     |
| 6                 | Fiordaliza Cofil        | República Dominicana | 50.57 |                     |
| 7                 | Candice McLeod          | Jamaica              | 50.78 |                     |
| 8                 | Anna Kiełbasińska       | Polónia              | 50.81 |                     |

Legenda
| Recorde mundial       | Recorde mundial (World record)               |                       | Recorde africano                      | Recorde africano (African) |                                           | Q | Classificado por posição (Qualified) |
| Recorde do campeonato | Recorde do campeonato (Championship record)  | Recorde da América    | Recorde da América (Americas)         | q                          | Classificado por melhor tempo (Qualified) |   |                                      |
| Melhor marca do ano   | Melhor marca do ano (World leading)          | Recorde asiático      | Recorde asiático (Asian)              | DNS                        | Não largou (Did not start)                |   |                                      |
| Recorde nacional      | Recorde nacional (National record)           | Recorde europeu       | Recorde europeu (European)            | DNF                        | Não terminou (Did not finish)             |   |                                      |
| Recorde pessoal       | Recorde pessoal do atleta (Personal best)    | Recorde da Oceania    | Recorde da Oceania (Oceania)          | DSQ / DQ                   | Desclassificado (Disqualified)            |   |                                      |
| Recorde da temporada  | Recorde da temporada do atleta (Season best) | Recorde sul-americano | Recorde sul-americano (South America) | NM                         | Sem marca (No mark)                       |   |                                      |